# Отошничко језеро
Отошничко језеро (мкд. Отошничко Езеро) вештачко је језеро у близини села Отошница, на подручју општине Ранковце на северу Северне Македоније. Акумулација је првобитно саграђена за потребе наводњавања околног пољопривредног земљишта, а у данашње време користи се у рекреативне сврхе и за риболов.
Због лошег стања земљане бране чијим насипањем је и створена ујезерена акумулација, Министарство животне средине и просторног планирања Републике Македоније прогласило је крајем 2015. висок степен од хаварије бране и наложена је хитна реконструкција исте.
- Источни канал од језера
- Брана
- Околина језера